# Sergio Ottolina
Sergio Ottolina (ur. 23 listopada 1942 w Lentate sul Seveso, zm. 28 kwietnia 2023 tamże) – włoski lekkoatleta sprinter, medalista mistrzostw Europy.
Zdobył brązowy medal w biegu na 200 metrów na mistrzostwach Europy w 1962 w Belgradzie, a w sztafecie 4 × 100 metrów zajął wraz z kolegami 5. miejsce. Wywalczył także złoty medal w sztafecie 4 × 100 metrów oraz brązowy medal w biegu na 200 metrów na igrzyskach śródziemnomorskich w 1963 w Neapolu. 21 czerwca 1964 w Saarbrücken wyrównał rekord Europy w biegu na 200 metrów wynikiem 20,4. Na igrzyskach olimpijskich w 1964 w Tokio zajął 8. miejsce w finale biegu na 200 metrów. Startował na tych igrzyskach również w sztafecie 4 × 100 metrów, która zajęła w finale 7. miejsce.
Zdobył srebrny medal w sztafecie szwedzkiej 4+3+2+1 okrążenie na pierwszych europejskich igrzyskach halowych w 1966 w Dortmundzie (sztafeta włoska biegła w składzie  Bruno Bianchi, Sergio Bello, Ottolina i Ippolito Giani). Na mistrzostwach Europy w 1966 w Budapeszcie odpadł w półfinale biegu na 200 metrów, a w sztafecie 4 × 100 metrów zajął 6. miejsce. Zwyciężył w sztafecie 4 × 400 metrów na igrzyskach śródziemnomorskich w 1967 w Tunisie. Odpadł w  eliminacjach biegu na 400 metrów na igrzyskach olimpijskich w 1968 w Meksyku, natomiast w sztafetach 4 × 100 metrów i 4 × 400 metrów zajął w finałach dwukrotnie 7. miejsce.
Oprócz rekordu Włoch na 200 metrów był również rekordzistą na 400 metrów (46,2 s 9 maja 1965 w Sassari), trzykrotnie poprawiał rekord w sztafecie 4 × 100 metrów, doprowadzając go do wyniku 39,2 s (4 października 1968 w Meksyku) i czterokrotnie w sztafecie 4 × 400 metrów (do wyniku 3:04,6 20 października 1968 w Meksyku).
Sergio Ottolina  był mistrzem Włoch w biegu na 100 metrów w  1963 i 1964, w biegu na 200 metrów w 1964 i 1966 oraz w sztafecie 4 × 100 metrów w 1960 i 1965.